# Ernest Moniz
Ernest Jeffrey Moniz (22 de dezembro de 1944) é um físico norte-americano e que serviu como Secretário de Energia dos Estados Unidos entre 2013 a 2017.

## Biografia
Até 2013 foi professor no Instituto de Tecnologia de Massachusetts. Em março de 2013 foi nomeado pelo presidente Barack Obama secretário da energia. Neto de imigrantes portugueses (tanto pelo lado materno como paterno) dos Açores, nasceu em 1944, estudou na BMC Durfee High School em Fall River (Massachusetts), onde é personalidade destacada da comunidade luso-americana. Trabalhou na administração de Bill Clinton.
A 9 de Junho de 2015 foi agraciado com a Grã-Cruz da Ordem do Infante D. Henrique, que lhe foi posta por ocasião da tradicional condecoração do Dia de Portugal, de Camões e das Comunidades Portuguesas, a 10 de Junho de 2015.